# Briga Marina
Briga Marina (nota anche come San Paolo, San Paulu in dialetto locale) è una frazione di Messina facente parte della Circoscrizione I, situata 14 km a sud dal centro città, sulle sponde dello Stretto di Messina.
Il villaggio di Briga Marina è composto da tre frazioni: San Paolo (dal torrente Fallica al torrente Briga), Scoglio (dal torrente Briga al torrente Scoglio) e Ponteschiavo (dal torrente Scoglio al torrente Schiavo). Confina a Nord con l'abitato di Santa Margherita (e nello specifico con la frazione di Runci) e a Sud con il villaggio di Giampilieri Marina. A monte di esso è situato il villaggio di Briga Superiore.
Nel periodo estivo, Briga marina è località balneare molto frequentata, anche per i locali di intrattenimento che insistono sulla spiaggia ed in paese.

## Storia
La storia risale ad epoche molto antiche. Infatti è meglio conosciuto come San Paolo, perché a quanto pare, un giorno vi approdò l'Apostolo Paolo, proveniente da Siracusa e diretto a Roma. Ancor oggi, davanti ad una chiesetta posta al bivio per Briga Superiore esiste un masso in granito, che la tradizione popolare indica come il luogo dove San Paolo celebrò la messa e tenne una predica verso la popolazione locale.
Seguì poi le sorti di tutte le località rivierasche, bersaglio delle continue incursioni dei corsari barbareschi, il cui risultato l'abbandono del paese da parte dei suoi abitanti che cercarono rifugio sulle colline circostanti.
Solo nella seconda metà del XIX secolo Briga Marina iniziò a ripopolarsi.

## Monumenti e luoghi d'interesse

### Architetture religiose
La chiesa è intitolata a San Paolo che si festeggia solennemente ogni 29 giugno.

## Infrastrutture e trasporti
Briga Marina è attraversata dalla strada statale 114 Orientale Sicula, che collega Messina a Catania. La strada principale del quartiere, la Via Nazionale, corre parallela a questa a monte.
La frazione è servita dalla stazione di San Paolo, che si trova lungo la ferrovia Messina-Siracusa. La stazione, gestita da RFI, è servita dai treni del servizio ferroviario suburbano Messina-Giampilieri svolto da Trenitalia nell'ambito del contratto di servizio stipulato con la Regione Siciliana.
Varie linee di autobus, gestite da ATM, collegano Briga Marina ai quartieri limitrofi e al centro di Messina. In passato, fra il 1892 e il 1951 l'abitato era servito dalla tranvia Messina-Giampilieri della SATS, elettrificata nel 1917. La stazione tranviaria sorgeva in località Ponte Santo Stefano a servizio dei villaggi nella vallata nel torrente omonimo.

## Sport

### Impianti sportivi
Un impianto sportivo polivalente, costruito nel 1997 in occasione delle Universiadi tenutesi in Siciliana e mai usato, è situato sul lato nord della foce del torrente Briga. Attiguo all'impianto insiste un impianto sportivo polivalente dell'Associazione Sportiva Dilettantistica "Circolo U. Fiore", convenzionato con il Comune di Messina e la Regione Siciliana per la pratica di sport come vela, windsurf, basket, pallavolo e danza.
L’Ascd Real Sud “Nino Di Blasi”.  La compagine messinese della Fasport ha ufficializzato di aver cambiato denominazione, da oggi prenderà il nome di ASCD  Real Sud "Nino di Blasi", storica società che ha svolto la propria attività agli inizi degli anni 90, e alla memoria di Nino di Blasi, giovane calciatore che nel 1987 perse la vita
Ritorna così dopo oltre vent'anni il calcio nella zona di Giampilieri e briga Marina, avendo la società spostato anche la sede sociale proprio a Briga. I colori sociali sono il verde e il bianco